# Свобода (Вадський район)
Свобода (рос. Свобода) — село в Вадському районі Нижньогородської області Російської Федерації.
Населення становить 220 осіб. Входить до складу муніципального утворення Круто-Майданська сільрада.

## Історія
Від 2009 року входить до складу муніципального утворення Круто-Майданська сільрада.

## Населення
| 1999 | 2002 | 2010 |
| ---- | ---- | ---- |
| 305  | ↘279 | ↘220 |